# Manegaon
Manegaon är en ort i Indien.   Den ligger i distriktet Bālāghāt och delstaten Madhya Pradesh, i den centrala delen av landet, 800 km söder om huvudstaden New Delhi. Manegaon ligger 311 meter över havet och antalet invånare är 9 174.
Terrängen runt Manegaon är platt åt sydväst, men åt nordost är den kuperad. Runt Manegaon är det ganska tätbefolkat, med 124 invånare per kvadratkilometer. Närmaste större samhälle är Bālāghāt, 7,7 km sydväst om Manegaon. I omgivningarna runt Manegaon växer i huvudsak lövfällande lövskog.